# Гранд Вју (Ајдахо)
Гранд Вју (енгл. Grand View) град је у америчкој савезној држави Ајдахо.

## Демографија
По попису из 2010. године број становника је 452, што је 18 (-3,8%) становника мање него 2000. године.
| Група             | 2000.       | 2010.       |
| Белци             | 379 (80,6%) | 350 (77,4%) |
| Афроамериканци    | 0 (0,0%)    | 3 (0,7%)    |
| Азијати           | 0 (0,0%)    | 1 (0,2%)    |
| Хиспаноамериканци | 78 (16,6%)  | 76 (16,8%)  |
| Укупно            | 470         | 452         |